# Nemeura gaerdesi
Nemeura gaerdesi is een insect uit de familie van de Nemopteridae, die tot de orde netvleugeligen (Neuroptera) behoort. 
Nemeura gaerdesi is voor het eerst wetenschappelijk beschreven door Tjeder in 1967.